# チオメステロン
チオメステロン (tiomesterone) は、アナボリックステロイドの一つ。